# Wohlfahrtia grunini
Wohlfahrtia grunini är en tvåvingeart som beskrevs av Boris Borisovitsch Rohdendorf 1969. Wohlfahrtia grunini ingår i släktet Wohlfahrtia och familjen köttflugor. Inga underarter finns listade i Catalogue of Life.